# 聖巴勃羅區 (聖巴勃羅省)
7°06′47″S 78°49′06″W / 7.1130°S 78.8184°W
聖巴勃羅區（西班牙語：Distrito de San Pablo），是秘魯的一個區，位於該國北部卡哈馬卡大區的聖巴勃羅省，面積197.9平方公里，海拔高度2,365米，2005年人口13,479，人口密度每平方公里68人。